# Jeanne Labrune
Jeanne Labrune (ur. 21 czerwca 1950 w Berry-Bouy we Francji) – francuska scenarzystka i reżyser.

## Filmografia

### Reżyser
- 1987: Cause toujours !
- 1998: Si je t'aime, prends garde à toi
- 2000: Ça ira mieux demain
- 2002: Ładne kwiatki! (C'est le bouquet !)
- 2004: Cause toujours !

### Scenarzystka
- 2000: Vatel (Vatel)